# Star Wars The Trading Card Game
Star Wars Trading Card Game è un gioco di carte collezionabili dell'Universo espanso di Guerre stellari, fuori commercio della Wizards of the Coast. Il gioco è stato creato dal game designer Richard Garfield, il creatore del primo gioco di carte collezionabili moderno, Magic: l'Adunanza. Dopo l'uscita iniziale nell'aprile 2002, il gioco è stato "sospeso a tempo indeterminato" dalla WotC alla fine del 2005. Il comitato di sviluppo indipendente del gioco di carte collezionabili di Guerre stellari è stato creato da un gruppo di fan per continuare lo sviluppo del gioco. Progettano nuove carte che sono disponibili per il download gratuito sul loro sito web.
Il gioco è bilaterale, Lato Chiaro contro Lato Oscuro (benché esistano carte di allineamento neutro) quindi è bene che ogni giocatore abbia almeno 2 mazzi, uno per ogni allineamento.
Il mazzo come negli altri giochi di carte deve essere minimo da 60 carte, delle quali non più di 4 con lo stesso nome (anche se per questo aspetto c'è da fare una precisazione).
Le carte sono principalmente di 2 filoni: Unità e non-Unità.

## Le carte
- Unità (Verticali): sono le carte fondamentali e più abbondanti del gioco, infatti è tramite il controllo di queste ultime che si stabilisce chi vince e chi perde. Ogni unità può essere piazzata solo in una determinata arena designata per colore e sottotipo. Tutte le unità hanno diverse statistiche tra cui: costo di costruzione, velocità, potenza, salute, allineamento. Le unità devono essere costruite.
Sono di 4 tipologie: Spazio, Terra, Personaggi, Multiple. Il mazzo deve essere composto da almeno 12 carte per ognuno dei primi 3 tipi. 
  - Spazio: queste unità hanno un bordo blu e rappresentano le astronavi nei film e nei libri di Guerre stellari.
  - Terra: queste unità hanno un bordo verde e rappresentano le forze di terra nei film e nei libri di Guerre stellari.
  - Personaggi: queste unità hanno un bordo viola e rappresentano le persone e gli alieni che si trovano nei film e nei libri di Guerre stellari.
  - Multiple: queste unità hanno un bordo arancione.

- Non-Unità (Orizzontali): sono tutte quelle carte che incrementano le possibilità delle Unità, sono divise in:
  - Battaglia: hanno un bordo rosso e si giocano solo durante la fase di battaglia (hanno effetti speciali monouso) e di solito vengano usate con dispendio di punti forza. Non hanno bisogno di essere costruite e alcune possono essere migliorate a un costo aggiuntivo per dare all'utente un effetto migliore.
  - Missioni: hanno un bordo giallo si giocano solo nella fase di costruzione e di solito con dispendio di punti costruzione. Al contrario di quelle Battaglia devono essere costruite.
  - Luoghi: hanno un bordo che può essere blu, verde, rosa o arancione e si giocano solo durante la fase di costruzione e rimangono posizionate sul campo da gioco in mezzo all'area di cui fanno parte. Questo tipo di carta influenza la sua arena fino a quando non viene sostituita con un'altra carta Luoghi e possono essere posizionate solo in arene specifiche. Alcuni Luoghi possono essere posizionati in qualsiasi arena e non sono colorati come qualsiasi unità normale.
  - Equipaggiamenti: hanno un bordo argentato e si giocano solo durante la fase di costruzione con dispendio di punti costruzione e successivamente si assegnano ad un'unità con possibile dispendio di punti costruzione e/o punti forza. Questo tipo di carta rappresenta le armi e gli aggiornamenti dei veicoli nell'universo di Guerre stellari.

## Il campo da gioco
Il campo da gioco è diviso in 3 arene: Spazio, Terra, Personaggi (rispettivamente blu, verde e rosa) (e presentano unità dei film di Guerre stellari, come lo star destroyer, caccia stellari, AT-AT, eserciti e personaggi come Luke Skywalker, Anakin Skywalker, Padmé Amidala, Mara Jade e Dart Fener) e dall'area di costruzione (situata proprio davanti al giocatore)
Lo scopo del gioco è controllare 2 arene su 3. Il che significa che se a fine turno, in almeno 2 arene ci sono solamente unità in mio possesso ho vinto la partita.

## Inizio partita
Una volta che i giocatori hanno mischiato i mazzi e pescato 7 carte ha inizio la fase di preparazione, in questa fase si hanno 30 punti costruzione per giocare solo le carte unità..
Inizia il giocatore del Lato Oscuro posiziona un'unità dalla mano nell'area di sua competenza, e pesca una carta per rimpiazzare quella giocata.
Poi tocca al giocatore del Lato Chiaro, il quale deve giocare una o più unità fino a che non ha superato il valore di punti costruzione usati dall'avversario..
Si procede fino a che non si finiscono i 30 punti a disposizione. Se restano dei punti non spesi, si mostra la carta che si vuole costruire, all'avversario, e si posiziona dell'area di costruzione a faccia in giù con tanti segnalini costruzione su di essa quanti sono i punti che restano e quindi si pesca la carta che andrà a rimpiazzarla.